# 부성철
부성철 (1972년 ~ )은 대한민국의 프로듀서이다.

## 학력
- 부산 용인고등학교 졸업
- 서강대학교 철학 학사

## 경력
- SBS 드라마본부 프로듀서

## 작품목록

### TV 드라마
- 2005년 SBS 《온리 유》(조연출)
- 2006년 SBS 《무적의 낙하산 요원》(연출)
- 2007년 SBS 《로비스트》(연출)
- 2008년 SBS 《스타의 연인》(연출)
- 2010년 SBS 《내 여자친구는 구미호》(연출)
- 2013년 SBS 《장옥정, 사랑에 살다》(연출)
- 2013년 SBS 《왕관을 쓰려는자, 그 무게를 견뎌라 - 상속者들》(연출)
- 2015년 SBS 《가면》(연출)
- 2016년 SBS 《우리 갑순이》 (연출)
- 2018년 SBS 《친애하는 판사님께》 (연출)
- 2022년 tvN 《고스트 닥터》 (연출)

### 영화
- 2000년 《솜사탕》(감독, 단편)
- 2001년 《치열한 전투》(감독, 각본, 편집, 단편)

## 수상 경력
- 2009년 제45회 백상예술대상 TV부문 신인연출상